# Hexapoda
Hexapodele sunt artropode cu corpul divizat în trei tagme (regiuni): cap, torace și abdomen și cu trei pereche de membre locomoatoare. Restul artropodelor au peste 6 picioare. Numărul speciilor este imens. Numai insectele cuprind peste 2 milioane de specii, iar entognatele - doar 5 mii de specii. Subîncrengătura are două clase - Insecta și Entognatha. Taxonul a fost formulat așa cum este în 1987, până atunci era un sinonim al clasei Insecta, entognatele fiind considerate  insecte neadevărate (false).

## Morfologie
Capul este compus din acron (care nu intră în numerotarea segmentelor) ce poartă ochii (absenți la Protura și Diplura). Apoi, urmează 6 segmente fuzionate, fiecare având câte o pereche de apendice, conform schemei de mai jos: 
- Segmentul I. Niciun apendice
- Segment II. Antene (senzoriale), absente la Protura
- Segmentul III. Niciun apendice
- Segmentul IV. Mandibule (maxilar)
- Segmentul V. Maxile (maxilar)
- Segmentul VI. Labium (buza inferioară)

Gura se află între segmentele IV și V, este acoperită cu o proeminență a celui de al VI-lea segment, numită labrum (buza superioară). La insecte membrele aparatului bucal sunt situate în jurul orificiului bucal, la suprafața capului. La entognate aparatul bucal este inclus într-o capsulă în interiorul capului, la suprafață rămânând doar extremitățile lor. 
Toracele este alcătuit din trei segmente, fiecare dintre care poartă o singură pereche de picioare. Așa cum aceste artropode sunt adaptate la viață terestră, fiecare picior are doar o singură ramificare locomotoră, compusă din cinci articole, fără branhiopode (ramificații a membrelor ce poartă branhii) prezente la artropode acvatice. Toate insectele, spre deosebire de entognate, au aripi alipite de corp pe al doilea și al treilea segment toraci, care reprezintă prelungiri ale corpului. 
Abdomenul constă din 11 segmente la insecte (de multe ori în număr redus), la proture - 12 segmente, iar la colembole - 6 segmente (uneori reduse până la patru). Apendicii abdomenali lipsesc sau sunt extrem de reduși, reprezentate prin organe genitale externe și printr-o pereche de cerci senzoriale de pe ultimul segment.